# Lift Me Up (Moby)
Lift Me Up è un singolo del musicista statunitense Moby, estratto dal suo album del 2005 Hotel.
Nel 2005, la canzone è stata usata come un outro dell'apertura di Nine's Wide World of Sports, lo spazio sportivo della TV australiana Nine Network. Nello stesso anno è stata usata in Italia, come sottofondo per alcuni spot della Vodafone e su ITV Sport, per l'inizio del campionato della Formula Uno. Per questa occasione, Lift Me Up è stato remixato con una varietà di suoni diversi per dargli un ritmo più veloce.
Il brano è presente anche nella colonna sonora del film del 2006 Il diavolo veste Prada ed è stato anche il tema per il documentario Discovery Quest Expedition Borneo su Discovery Channel nel febbraio 2007. Inoltre, il pezzo è stato usato nel tredicesimo episodio della terza stagione di Doctor Who Confidential.
Oltre che nella TV, la canzone ha fatto da sottofondo musicale anche ad alcuni videogiochi, tra cui il gioco di corse Asphalt Urban GT 2 per telefoni cellulari e Nintendo DS, e il gioco di ritmo Beatmania.
Moby afferma di aver scritto la canzone nel 2004, dopo la rielezione del presidente George W. Bush, aggiungendo che, per l'occasione, aveva deciso di emigrare in Canada in segno di protesta.
Questa canzone originariamente doveva essere cantata insieme a Andrew Eldritch, cantante del gruppo The Sisters of Mercy.
Il video del brano mostra Moby che, insieme alla sua band, esegue il pezzo davanti ad una platea di persone che ballano.

## Tracce

### Singolo
1. Lift Me Up (Radio Mix) – 3:08
2. Mulholland – 8:31

### Maxi
1. Lift Me Up (Mylo Mix) – 6:44
2. Lift Me Up (Superdiscount Mix) – 6:51
3. Lift Me Up (Abe Duque Mix) – 7:10
4. Lift Me Up (Album Version) – 3:22
5. Lift Me Up (Superdiscount Mix Radio Edit) – 3:11

### Vinile a 12" edizione "maxi"
1. Lift Me Up (Mylo Mix) – 6:44
2. Lift Me Up (Superdiscount Mix) – 6:51
3. Lift Me Up (Abe Duque Dub) – 7:10

## Classifica italiana
| Posizione | 2 | 5 | 5 | 7 | 6 | 9 | 11 | 12 | 17 | 16 |

## Classifiche internazionali
| Chart (2005)  | Peak position |
| ------------- | ------------- |
| Italia        | 2             |
| Francia       | 6             |
| Belgio        | 8             |
| Finlandia     | 10            |
| Germania      | 12            |
| Austria       | 12            |
| UK            | 18            |
| Svizzera      | 24            |
| Irlanda       | 25            |
| Paesi Bassi   | 32            |
| Svezia        | 38            |
| Nuova Zelanda | 39            |

## Musicisti e personale
- Moby: compositore, esecutore principale, ingegnere del suono e produttore
- Brian Sperber: ingegnere del suono
- Scott Frassetto: batteria
- Brian Sperber, Jason Candler, Kurt Uenala, Orion Simprini e Shayna Steele: cori
- Graphic Therapy e NYC: copertina
- Danny Clinch: fotografia